# 우루무치현
우루무치현(위구르어: ئۈرۈمچى ناھىيىسى, 중국어: 乌鲁木齐县, 병음: Wūlǔmùqí Xiàn)는 신장 위구르 자치구 우루무치 시의 현급 행정구역이다. 넓이는 4332km2이고, 인구는 2007년 기준으로 90,000명이다.

## 행정 구역
2개 진, 7개 향을 관할한다.
- 진: 水西沟镇, 安宁渠镇.
- 향: 青格达湖乡, 六十户乡, 萨尔达坂乡, 甘沟乡, 永丰乡, 板房沟乡, 托里乡.